# Auenheim
Auenheim – miejscowość i dawna gmina we Francji, w regionie Grand Est, w departamencie Dolny Ren. W 2016 roku populacja ówczesnej gminy wynosiła 921 mieszkańców. 
W dniu 1 stycznia 2019 roku z połączenia dwóch ówczesnych gmin – Auenheim oraz Rountzenheim – powstała nowa gmina Rountzenheim-Auenheim. Siedzibą gminy została miejscowość Rountzenheim. 